# Palais des comtes de Calheta
Le palais des comtes de Calheta, situé à Lisbonne, dans le quartier de Belém correspond aujourd'hui aux maisons et fermes appartenant, au milieu du XVIIe siècle, à Don João Gonçalves da Câmara, quatrième comte de Calheta.
Sous le règne de Joseph Ier qui avait acquis la bâtisse en 1726 et fait procéder à des rénovations importantes, les secrétariats d'État et les archives militaires sont situés dans le bâtiment. Les interrogatoires des personnes impliquées dans l'attentat contre le roi en 1758 ont également été menés dans ce palais.
Le palais appartient actuellement au Musée botanique tropical, successeur du Musée agricole colonial, installé là depuis 1916. Le bâtiment a subi quelques transformations et, au XXe siècle, il a connu des travaux lors de l'Exposition du monde portugais et, plus récemment, dans les années 1960.
C'est une construction sobre, typique des XVIIe siècle et XVIIIe siècle, se développant sur deux étages et constituée de deux corps inégaux et irréguliers en hauteur. La façade sud, face au jardin, a un corps extrême reposant sur la Calçada do Galvão, suivi d'un plus grand, mais davantage en retrait, avec un balcon en fer au premier étage, devant cinq fenêtres.

## Source
- (pt) « Palácio dos Condes da Calheta », sur www.monumentos.gov.pt, 2021 (consulté le 31 juillet 2021).